# 沃拉西
沃拉西（英語： /ˈwɒləsi/），或译沃勒西，是英國默西塞德郡的一个镇，位于威勒爾半島的東北角，人口约6万。19世纪以前，当地人口稀疏，之后才得到发展。1974年，此地并入威勒爾都會自治市。

## 外部連結
- Wirral Metropolitan College （页面存档备份，存于）
- Photographs of New Brighton
- The Art Nouveau Unitarian Chapel
- History of Wallasey